# Tulipa cretica
Tulipa cretica là một loài thực vật có hoa trong họ Liliaceae. Loài này được Boiss. & Heldr. miêu tả khoa học đầu tiên năm 1854.